# Carl Van Loan
Carl Van Loan (* 20. August 1980 in Utika) ist ein ehemaliger US-amerikanischer Nordischer Kombinierer, der aber auch mehrmals bei unterklassigen Wettbewerben im Skispringen antrat.

## Werdegang
Van Loan gab am 30. Dezember 1995 sein internationales Debüt im Skisprung-Continental-Cup in Lake Placid, wo er auf Anhieb in die Punkteränge sprang. In den folgenden Jahren konzentrierte er sich jedoch auf die Nordische Kombination und trat nur in den USA bei Skisprung-Wettbewerben an. Bei den Nordischen Junioren-Skiweltmeisterschaften 1999 in Saalfelden gewann er gemeinsam mit Johnny Spillane, Jed Hinkley und Bill Demong den Junioren-Weltmeistertitel im 4×5 km-Staffelwettbewerb. Daraufhin wurde er für die weniger Wochen stattfindenden Nordischen Skiweltmeisterschaften 1999 in Ramsau am Dachstein nominiert, wo er im Team Zehnter wurde, ehe er im Sprint Rang 46 belegte. Auch ein Jahr später war er bei den Nordischen Junioren-Skiweltmeisterschaften 2000 in Štrbské Pleso Teil der US-amerikanischen Delegation und wurde dabei bei allen drei Wettbewerben eingesetzt. So belegte er im Sprint den neunten sowie im Gundersen Einzel den 18. Platz. Darüber hinaus gewann er in der gleichen Besetzung wie im Vorjahr Silber mit dem Team. Wenige Wochen später im März debütierte er in Lahti im Weltcup, verpasste allerdings die Punkteränge deutlich. Aufgrund des damaligen Reglements wurden Van Loan aufgrund seiner Leistungen im zweitklassigen B-Weltcup jedoch mehrere Punkte zugeschrieben, sodass Van Loan die Saison ohne eine Platzierung unter den besten Dreißig im Weltcup erreicht zu haben auf dem 54. Platz der Gesamtwertung abschloss.
Beim Gundersen Einzel von der Großschanze und über 15 Kilometer in Steamboat Springs Ende Januar 2001 erreichte Van Loan erstmals die Punkteränge im Weltcup. In der Saison 2001/02 trat Van Loan lediglich im B-Weltcup an. Dort erreichte er zehnmal eine Platzierung unter den besten Zehn und verpasste beim Sprint in Saalfelden am 18. Januar 2002 knapp mit nur 1,3 Sekunden Rückstand auf Frédéric Baud seinen ersten Sieg. In der Gesamtwertung belegte er den zweiten Platz. Im Sommer 2002 trat Van Loan erstmals im Grand Prix an und erreichte dabei bei allen Stationen die Punkteränge. Auch zu Beginn des Winters trat er zunächst im Weltcup an, wurde allerdings alsbald in den B-Weltcup zurückgestuft. Dort konnte er sich mit einigen guten Platzierungen empfehlen und wurde so für die Nordischen Skiweltmeisterschaften 2003 im Fleimstal nominiert. Dabei belegte er im Gundesen Einzel Rang 28, was sein bestes Resultat bei Weltmeisterschaften darstellen sollte. Darüber hinaus lief er im Sprint auf Platz 41 und wurde zusammen mit Jed Hinkley, Johnny Spillane und Todd Lodwick Fünfter. Im restlichen Saisonverlauf nahm er an den weiteren Weltcup-Rennen teil, konnte allerdings nicht überzeugen. Erneut wurden ihm aufgrund des Reglements Weltcup-Punkte zugeschrieben, sodass er Platz 42 in der Gesamtwertung belegte.
Am 14. Dezember 2003 gewann Van Loan seinen ersten und einzigen B-Weltcup-Sieg, als er beim Gundersen Einzel in Lillehammer Lukas Klapfer und Lucas Vonlanthen auf die Ränge hinter ihm verwies. Wenige Wochen später kam er in Schonach auf den 22. Rang im Weltcup und erzielte so sein bestes Weltcup-Ergebnis seiner Karriere. Bei den Nordischen Skiweltmeisterschaften 2005 in Oberstdorf, die Van Loan im Rückblick auf seine sportliche Laufbahn als „Karrierehighlight“ bezeichnete, belegte er die Ränge 30 und 33 im Einzel sowie den fünften Platz mit dem Team. Ein weiterer Höhepunkt waren die Olympischen Winterspiele 2006 in Turin, als er jedoch lediglich im Teamwettbewerb eingesetzt wurde. Dabei belegte er gemeinsam mit Johnny Spillane, Bill Demong und Todd Lodwick den siebten Platz. Im Anschluss an die olympischen Spiele trat Van Loan drei Jahre lang nicht mehr an internationalen Wettkämpfen an, ehe er zur Saison 2009/10 zurückkehrte, allerdings nur im Continental Cup konkurrenzfähig war. Im Jahr 2010 beendete er seine Karriere.
Nach seiner Karriere war Van Loan als Personal Trainer tätig.

## Statistik

### Platzierungen bei Olympischen Winterspielen
| Jahr und Ort | Wettbewerb   | Wettbewerb | Wettbewerb |
| Jahr und Ort | Gundersen NS | Sprint GS  | Team       |
| ------------ | ------------ | ---------- | ---------- |
| 2006 Turin   | –            | –          | 07.        |

### Platzierungen bei Weltmeisterschaften
| Jahr und Ort       | Wettbewerb   | Wettbewerb | Wettbewerb |
| Jahr und Ort       | Gundersen NS | Sprint GS  | Team       |
| ------------------ | ------------ | ---------- | ---------- |
| 1999 Ramsau        | –            | 46.        | 10.        |
| 2003 Val di Fiemme | 28.          | 41.        | 05.        |
| 2005 Oberstdorf    | 30.          | 33.        | 05.        |

### Weltcup-Platzierungen
| Saison  | Platz | Punkte |
| ------- | ----- | ------ |
| 1999/00 | 054.  | 089    |
| 2002/03 | 042.  | 074    |
| 2003/04 | 050.  | 053    |

### Grand-Prix-Platzierungen
| Saison | Platz | Punkte |
| ------ | ----- | ------ |
| 2002   | 022.  | 028    |
| 2005   | 019.  | 023    |

### Continental-Cup-Platzierungen
Nordische Kombination
| Saison  | Platz | Punkte |
| ------- | ----- | ------ |
| 1995/96 | 072.  | 007    |
| 1998/99 | 016.  | 119    |
| 1999/00 | 031.  | 089    |
| 2000/01 | 071.  | 131    |
| 2001/02 | 002.  | 242    |
| 2003/04 | 005.  | 539    |
| 2004/05 | 012.  | 311    |
| 2005/06 | 051.  | 067    |
| 2009/10 | 068.  | 034    |

Skispringen
| Saison  | Platz | Punkte |
| ------- | ----- | ------ |
| 1995/96 | 203.  | 016    |
| 1996/97 | 216.  | 016    |
| 2002/03 | 204.  | 014    |